# Мольткия
Мольткия (лат. Moltkia) — род семейства Бурачниковые, состоящий из 6-7 видов, обитающих в Европе, на Кавказе, в Передней Азии и в западных Гималаях.
Назван в честь И. Г. Мольтке (1746—1818), основателя Естественно-исторического музея в Копенгагене.

## Ботаническое описание
Полукустарнички или многолетники высотой 20—30 см с ланцетными, сероватыми, прижато-опушёнными листьями. Завитки в цвету густые, собранные головчато на верхушке стебля, с прицветными листьями. 
Чашечка почти до основания рассечённая, правильная, с линейно-ланцетными острыми зубцами, при плодах не изменяющаяся. 
Венчик долихоморфный, удлинённый, трубчатый, голый, значительно превышающий чашечку, голубой. Трубка его узкая, тонкая, с трубчато-колокольчатым отгибом. Внутри венчика нет ни складок, ни сводиков, нет и защитного кольца в основании трубки венчика.
Пыльники выставляющиеся из венчика, нити длиннее пыльников, прикреплённые к отгибу ниже его лопастей. 
Столбик длинный, выставляющийся, с цельным, точечным рыльцем. 
Плоды — орешки, некрупные, прямые или согнутые, морщинистые или точечные, треугольно-яйцевидные с плоской площадкой прикрепления.

## Виды

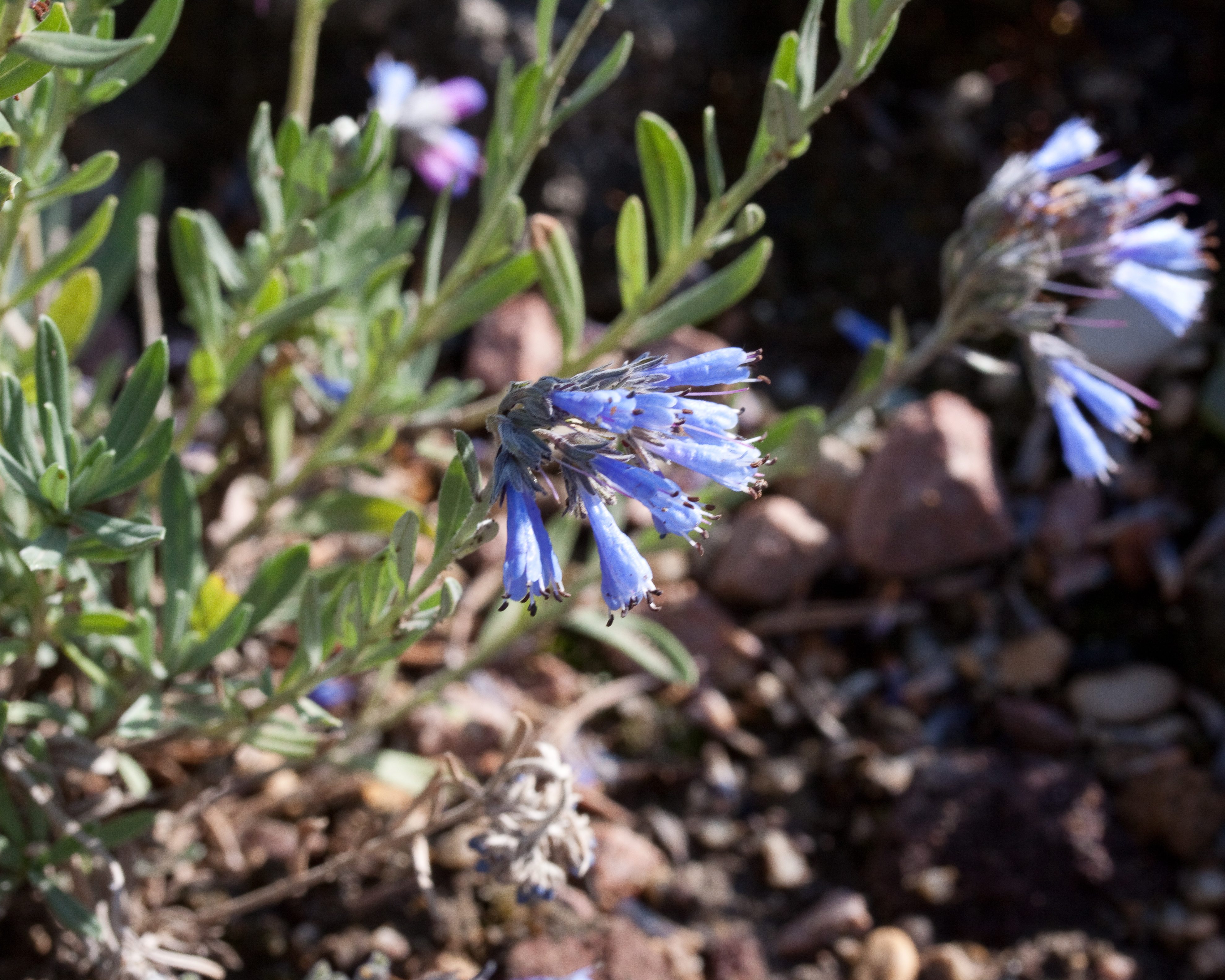
Moltkia suffruticosa

- Moltkia angustifolia DC.
- Moltkia aurea Boiss.
- Moltkia coerulea (Willd.) Lehm. — Мольткия голубая
- Moltkia gypsacea Rech.f.
- Moltkia ×intermedia (Froebel) J.W.Ingram
- Moltkia ×kemalpaschii Bornm.
- Moltkia petraea (Tratt.) Griseb.
- Moltkia suffruticosa (L.) Hegi